# 보조참가
보조참가(補助參加)는 이미 개시되어 있는 소송당사자의 한 편을 승소시키기 위하여 제3자가 참가하여 소송행위를 하나 참가인인 본래의 원고나 피고의 지위에는 서지 않는다는 형식이다. 즉 공동소송은 생기지 않는다. 보조참가는 소송의 결과에 있어 법률상의 이해관계를 가지는 제3자에 한하여 허용된다. 보조참가인은 당사자가 아니므로 그 소송행위는 피참가인의 의사에 반하지 못한다는 제약을 받는다. 판결의 기판력은 참가인에게 미치지 아니하나 나중에 피참가인에 대하여 소송수행방법의 잘못에 대한 책임을 주장할 수 없게 된다. 이것을 '참가적 효력'이라고 한다.

### 조문

##### 제71조 (보조참가)
소송결과에 이해관계가 있는 제3자는 한쪽 당사자를 돕기 위하여 법원에 계속 중인 소송에 참가할 수 있다. 다만, 소송절차를 현저하게 지연시키는 경우에는 그러하지 아니하다.

##### 제72조 (참가신청의 방식)
① 참가신청은 참가의 취지와 이유를 밝혀 참가하고자 하는 소송이 계속된 법원에 제기하여야 한다.
② 서면으로 참가를 신청한 경우에는 법원은 그 서면을 양쪽 당사자에게 송달하여야 한다.
③ 참가신청은 참가인으로서 할 수 있는 소송행위와 동시에 할 수 있다.

##### 제73조 (참가허가 여부에 대한 재판)
① 당사자가 참가에 대하여 이의를 신청한 때에는 참가인은 참가의 이유를 소명하여야 하며, 법원은 참가를 허가할 것인지 아닌지를 결정하여야 한다.
② 법원은 직권으로 참가인에게 참가의 이유를 소명하도록 명할 수 있으며, 참가의 이유가 있다
고 인정되지 아니하는 때에는 참가를 허가하지 아니하는 결정을 하여야 한다.
③ 제1항 및 제2항의 결정에 대하여는 즉시항고를 할 수 있다.

##### 제74조 (이의신청권의 상실)
당사자가 참가에 대하여 이의를 신청하지 아니한 채 변론하거나 변
론준비기일에서 진술을 한 경우에는 이의를 신청할 권리를 잃는다.

##### 제75조 (참가인의 소송관여)
① 참가인은 그의 참가에 대한 이의신청이 있는 경우라도 참가를
허가하지 아니하는 결정이 확정될 때까지 소송행위를 할 수 있다.
② 당사자가 참가인의 소송행위를 원용한 경우에는 참가를 허가하지 아니하는 결정이 확정되어
도 그 소송행위는 효력을 가진다.

##### 제76조 (참가인의 소송행위)
① 참가인은 소송에 관하여 공격·방어·이의·상소, 그 밖의 모든 소
송행위를 할 수 있다. 다만, 참가할 때의 소송의 진행 정도에 따라 할 수 없는 소송행위는 그러
하지 아니하다.
② 참가인의 소송행위가 피참가인의 소송행위에 어긋나는 경우에는 그 참가인의 소송행위는 효
력을 가지지 아니한다.

##### 제77조 (참가인에 대한 재판의 효력)
재판은 다음 각 호 가운데 어느 하나에 해당하지 아니하면 참가인에게도 그 효력이 미친다.
1. 제76조의 규정에 따라 참가인이 소송행위를 할 수 없거나, 그 소송행위가 효력을 가지지 아니
하는 때
2. 피참가인이 참가인의 소송행위를 방해한 때
3. 피참가인이 참가인이 할 수 없는 소송행위를 고의나 과실로 하지 아니한 때

### 판례
- 보조참가인은 기존의 소송을 전제로 피참가인을 승소시키기 위하여 참가하는 것이므로 소의 변경과 같은 기존의 소송형태를 변경시키는 행위를 할 수 없다.[1]

- 갑이 원고가 되어 을을 피고로 한 양도담보약정을 원인으로 한 지분권이전등기청구소송에 병이 을의 보조참가인으로 참가하여 그 사실을 부인하였음에도 불구하고 을이 이를 인낙하였다면 그 인낙조서의 효력은 병에게까지 미칠 수 없다.[2]

- 보조참가인이 피참가인을 보조하여 공동으로 소송을 수행하였으나 피참가인이 소송에서 패소한 경우에 인정되는 전소 확정판결의 참가적 효력은 전소 확정판결의 결론의 기초가 된 사실상 및 법률상의 판단으로서 보조참가인이 피참가인과 공동이익으로 주장하거나 다툴 수 있었던 사항에 한하여 미친다.[3]

- 민사소송법 제76조 제2항이 규정하는 참가인의 소송행위가 피참가인의 소송행위에 어긋나는 경우라 함은 참가인의 소송행위가 피참가인의 행위와 명백히 적극적으로 배치되는 경우를 말하고 소극적으로만 피참가인의 행위와 불일치하는 때에는 이에 해당하지 않는 것인 바, 피참가인인 피고가 원고가 주장하는 사실을 명백히 다투지 아니하여 민사소송법 제150조에 의하여 그 사실을 자백한 것으로 보게 될 경우라도 참가인이 보조참가를 신청하면서 그 사실에 대하여 다투는 것은 피참가인의 행위와 명백히 적극적으로 배치되는 경우라 할 수 없어 그 소송행위의 효력이 없다고 할 수 없다.[4]

- 특정 소송사건에서 당사자 일방을 보조하기 위하여 보조참가를 하려면 당해 소송의 결과에 대하여 이해관계가 있어야 하고, 여기서 말하는 이해관계라 함은 사실상·경제상 또는 감정상의 이해관계가 아니라 법률상의 이해관계를 가리킨다.[5]

- 특정 소송사건에서 당사자 일방을 보조하기 위하여 보조참가를 하려면 당해 소송의 결과에 대하여 이해관계가 있어야 할 것이고, 여기서 말하는 이해관계라 함은 사실상·경제상 또는 감정상의 이해관계가 아니라 법률상의 이해관계를 말하는 것으로, 이는 당해 소송 판결의 기판력이나 집행력을 당연히 받는 경우 또는 당해 소송 판결의 효력이 직접 미치지는 아니한다고 하더라도 적어도 그 판결을 전제로 하여 보조참가를 하려는 자의 법률상의 지위가 결정되는 관계에 있는 경우를 의미하는 것이다.[6]

- 어업권의 명의신탁은 타인이 사실상 당해 어업의 경영을 지배할 의도로 어업권자의 명의로 어업의 면허를 받아 어업권자를 배제하고 사실상 당해 어업의 경영을 지배하는 것이므로 수산업법 제10조, 제11조, 제13조, 제18조, 제32조, 제35조 및 제95조의 규정들에 비추어 무효라고 할 것이어서, 어업권에 관한 명의신탁 관계는 보조참가의 요건으로서 요구되는 법률상의 이해관계에 해당하는 것이라 할 수 없다.[7]

- [1] 특정 소송사건에서 당사자의 일방을 보조하기 위하여 보조참가를 하려면 당해 소송의 결과에 대하여 이해관계가 있어야 하고, 여기에서 말하는 이해관계라 함은 사실상·경제상 또는 감정상의 이해관계가 아니라 법률상의 이해관계를 가리킨다.
[2] 불법행위로 인한 손해배상책임을 지는 자는 피해자가 다른 공동불법행위자들을 상대로 제기한 손해배상 청구소송의 결과에 대하여 법률상의 이해관계를 갖는다고 할 것이므로, 위 소송에 원고를 위하여 보조참가를 할 수가 있고, 피해자인 원고가 패소판결에 대하여 상소를 하지 않더라도 원고의 상소기간 내라면 보조참가와 동시에 상소를 제기할 수도 있다.[8]

- 보조참가인의 증거신청행위가 피참가인의 소송행위와 저촉되지 아니하고(즉 피참가인이 증거신청행위와 저촉되는 소송행위를 한 바 없고), 그 증거들이 적법한 증거조사절차를 거쳐 법원에 현출되었다면 법원이 이들 증거에 터 잡아 피참가인에게 불이익한 사실을 인정하였다 하여 그것이 민사소송법 제70조 제2항에 위배된다고 할 수 없다.[9]

- 제1심에 관여하지 아니한 보조참가인이 참가신청과 동시에 항소를 제기한 경우, 피참가인 또는 그 상대방으로부터 보조참가인의 참가신청에 대한 이의가 없는 이상 항소심법원으로서는 항소의 적법요건인 항소권의 존부를 가려 보기 위하여 보조참가인의 참가요건 구비 여부를 직권으로 조사할 필요는 없다.[10]

- 보조참가인은 기존의 소송을 전제로 하여 피참가인을 승소시키기 위하여 참가하는 것이므로 소의 변경과 같은 기존의 소송형태를 변경시키는 행위는 할 수 없다.[11]

- 보조참가인이 피참가인을 보조하여 공동으로 소송을 수행하였으나 피참가인이 그 소송에서 패소한 경우에는 형평의 원칙상 보조참가인이 피참가인에게 그 패소판결이 부당하다고 주장할 수 없도록 구속력을 미치게 하는 이른바 참가적 효력이 있음에 불과하므로 피참가인과 그 소송상대방 간 판결의 기판력이 참가인과 피참가인 상대방과의 사이에까지는 미치지 아니한다.[12]

## 같이 보기
- 법정조언자